# Världsmästerskapet i futsal (AMF)
AMF-världsmästerskapet i futsal – officiellt AMF Futsal World Championships – är en mästerskapstävling i futsal. Turneringen startade 1982 för herrar och 2008 för damer. Sedan 2003 spelas turneringen vart fjärde år. Det som skiljer AMF:s futsal-världsmästerskapet från det Fifa-arrangerade världsmästerskapet är att områden som ej är en suverän stat tillåts ställa upp i AMF-turneringen med egna lag. Katalonien och Galicien (Spanien) samt Sydossetien (Georgien) har ställt upp med egna lag.

## Resultat

### Herrar
| År   | Värdnation  | Final     | Final                   | Final     | Match om tredjepris | Match om tredjepris       | Match om tredjepris |
| År   | Värdnation  | Vinnare   | Resultat                | Tvåa      | Trea                | Resultat                  | Fyra                |
| ---- | ----------- | --------- | ----------------------- | --------- | ------------------- | ------------------------- | ------------------- |
| 1982 | Brasilien   | Brasilien | 1 – 0                   | Paraguay  | Uruguay             | 0 – 0 (e.f.) (2 – 1 str.) | Colombia            |
| 1985 | Spanien     | Brasilien | 3 – 1                   | Spanien   | Paraguay            | 10 – 3                    | Argentina           |
| 1988 | Australien  | Paraguay  | 2 – 1                   | Brasilien | Spanien             | 3 – 2                     | Portugal            |
| 1991 | Italien     | Portugal  | 1 – 1 (e.f.) (3–2 str.) | Paraguay  | Brasilien           | 3 – 2                     | Bolivia             |
| 1994 | Argentina   | Argentina | 2 – 1 (e.f.)            | Colombia  | Uruguay             | 1 – 0                     | Brasilien           |
| 1997 | Mexiko      | Venezuela | 4 – 0                   | Uruguay   | Brasilien           |                           | Ryssland            |
| 2000 | Bolivia     | Colombia  | 3 – 3 (e.f.) (3–1 str.) | Bolivia   | Argentina           | 6–6 (e.f.) (6–5 str.)     | Ryssland            |
| 2003 | Paraguay    | Paraguay  | Gruppspel               | Argentina | Colombia            | Gruppspel                 | Peru                |
| 2007 | Argentina   | Paraguay  | 1 – 0                   | Argentina | Colombia            | 6 – 4                     | Peru                |
| 2011 | Colombia    | Colombia  | 8 – 2                   | Paraguay  | Argentina           | 8 – 4                     | Ryssland            |
| 2015 | Vitryssland | Colombia  | 4 – 0                   | Paraguay  | Argentina           | 7 – 1                     | Belgien             |
| 2019 | Argentina   | Argentina | 3 – 2 (e.f.)            | Brasilien | Paraguay            | 11 – 10                   | Sydafrika           |
| 2023 |             |           | –                       |           |                     | –                         |                     |

### Damer
| År   | Värdnation | Final      | Final    | Final     | Match om tredjepris | Match om tredjepris | Match om tredjepris |
| År   | Värdnation | Vinnare    | Resultat | Tvåa      | Trea                | Resultat            | Fyra                |
| ---- | ---------- | ---------- | -------- | --------- | ------------------- | ------------------- | ------------------- |
| 2008 | Katalonien | Katalonien | 4 – 0    | Galicien  | Colombia            | 6 – 4               | Ryssland            |
| 2013 | Colombia   | Colombia   | 3 – 2    | Venezuela | Tjeckien            | 4 – 3               | Argentina           |
| 2017 | Katalonien |            | –        |           |                     | –                   |                     |